# Krall Crags
Krall Crags är en kulle i Antarktis. Den ligger i Östantarktis. Nya Zeeland gör anspråk på området. Toppen på Krall Crags är 1 400 meter över havet.
Terrängen runt Krall Crags är bergig åt nordost, men åt sydväst är den kuperad. Trakten är obefolkad. Det finns inga samhällen i närheten. 